# Lorraine Dunn
Lorraine Fay Dunn, po mężu Davis (ur. 12 września 1942 w Panamie, zm. 16 października 2003 w Glen Burnie) – panamska lekkoatletka, płotkarka i sprinterka, medalistka igrzysk panamerykańskich, dwukrotna uczestniczka igrzysk olimpijskich.

## Kariera sportowa
Zdobyła złoty medal w sztafecie 4 × 100 metrów (która biegła w składzie: Marcela Daniel, Dunn, Silvia Hunte i Jean Holmes) na igrzyskach Ameryki Środkowej i Karaibów w 1959 w Caracas. Na igrzyskach panamerykańskich w 1959 w Chicago odpadła w eliminacjach biegu na 80 metrów przez płotki.
Wzięła udział w igrzyskach olimpijskich w 1960 w Rzymie, na których odpadła w eliminacjach sztafety 4 × 100 metrów. Na igrzyskach ibero-amerykańskich w 1960 w Santiago zwyciężyła w sztafecie 4 × 100 metrów (w składzie: Hunte, Carlota Gooden, Dunn i Holmes) oraz zdobyła srebrny medal w biegu na 200 metrów.
Zdobyła srebrny medal w biegu na 80 metrów przez płotki i brązowy w sztafecie 4 × 100 metrów na igrzyskach Ameryki Środkowej i Karaibów w 1962 w Kingston. Zdobyła brązowy medal w biegu na 200 metrów (przegrywając jedynie z Vivian Brown ze Stanów Zjednoczonych i Migueliną Cobián z Kuby) oraz zajęła 4. miejsca w biegu na 80 metrów przez płotki i w sztafecie 4 × 100 metrów na igrzyskach panamerykańskich w 1963 w São Paulo. Na igrzyskach olimpijskich w 1964 w Tokio odpadła w eliminacjach biegu na 80 metrów przez płotki i sztafety 4 × 100 metrów.
Jej rekord życiowy w biegu na 80 metrów przez płotki wynosił 11,65 s (pochodził z 3 maja 1963 z São Paulo).